# Postal (série)
Postal é uma franquia de jogos eletrônicos de tiro criada pela Running with Scissors, conhecida por sua violência excessiva e conteúdo controverso. Quase todos os jogos usam diferentes tipos de perspectiva de câmera; o primeiro jogo Postal é isométrico, Postal 2 é um jogo de tiro em primeira pessoa, Postal III é um jogo de tiro em terceira pessoa e alguns títulos spin-off que são em gêneros diferentes como shooter de cima para baixo. Uma adaptação cinematográfica intitulada simplesmente Postal também foi produzida pelo diretor alemão Uwe Boll.
Os dois primeiros títulos da série foram desenvolvidos pela Running with Scissors, Postal³ por sua vez, foi desenvolvido pela TrashMasters Studios, enquanto a RWS atuou apenas na co-produção. A série possui várias editoras, Postal foi publicado pela Ripcord Games, Postal² foi publicado pela Whiptail Interactive e Postal³ foi publicado pela Akella (na região da Rússia) e pela Valve (pelo Steam).

## Jogos

### Série principal
| Ano  | Título                       | Plataformas                                              | Notas |
| ---- | ---------------------------- | -------------------------------------------------------- | --- |
| 1997 | Postal                       | Android, Linux, Mac OS, macOS, Microsoft Windows         | |
| 1998 | Postal: Special Delivery     | Mac OS, Microsoft Windows                                | uma expansão oficial adicionando quatro níveis e Netcode melhorado para o multiplayer. |
| 2000 | Super Postal                 | Microsoft Windows                                        | a versão japonesa de Postal, com dublagem japonesa e dois níveis adicionais. |
| 2003 | Postal 2                     | Linux, macOS, Microsoft Windows                          | a sequência de Postal, o primeiro da franquia a introduzir uma perspectiva em primeira pessoa. |
| 2003 | Postal 2: Share the Pain     | Linux, macOS, Microsoft Windows                          | uma expansão oficial, que adiciona multijogador PvP e duas novas áreas para o modo um jogador. |
| 2005 | Postal 2: Apocalypse Weekend | Linux, macOS, Microsoft Windows                          | uma expansão oficial seguindo após o término do jogo base. |
| 2011 | Postal III                   | Microsoft Windows                                        | a sequência de Postal 2, desenvolvida pela Trashmasters em cooperação com Running with Scissors e publicada pela Akella, a primeira introduzindo uma perspectiva de terceira pessoa. Após o lançamento, o jogo foi criticado por especialistas e fãs da série, por isso Running with Scissors considera retrospectivamente que o jogo não se encaixa na imagem geral da série, dizendo: "Não o consideramos o terceiro jogo Postal, apenas um spin-off desonesto que nunca deveria ter acontecido." |
| 2015 | Postal 2: Paradise Lost      | Linux, macOS, Microsoft Windows                          | uma parte oficial em DLC para a versão Steam do Postal 2. Ele conta as aventuras do Postal Dude após o Apocalypse Weekend, e retcons de Postal III, referindo-se a ele como uma "visão horrível de um futuro que deu errado". |
| 2016 | Postal Redux                 | Linux, Microsoft Windows, Nintendo Switch, PlayStation 4 | um remake do Postal original, com texturas renovadas e várias alterações feitas para adaptá-lo aos jogos modernos. |
| 2022 | Postal 4: No Regerts         | Microsoft Windows                                        | descrito por Running with Scissors como a "verdadeira sequência" de Postal 2. O jogo foi anunciado e lançado em 14 de outubro de 2019, como um jogo de acesso antecipado. Em 20 de abril de 2022 foi lançado a versão 1.0. |

### Spin-offs
| Ano  | Título                     | Plataformas       | Notas |
| ---- | -------------------------- | ----------------- | --- |
| 2005 | Postal 2: Corkscrew Rules! | Microsoft Windows | um spin-off e expansão oficial para Postal 2, desenvolvido pela Avalon Style Entertainment e publicado pela Akella. A trama diz respeito a um homem chamado Corkscrew, que acorda em um asilo e logo após descobre que seu pênis foi de alguma forma amputado e sai em uma missão para encontrá-lo. |
| 2009 | Postal Babes               | Android, J2ME     | um spin-off para celular desenvolvido e publicado pela HeroCraft. Conta a história de dois "Post Babes" que devem resgatar reféns de sua universidade local que foi tomada. |
| 2009 | Postal Mobile              | Android, J2ME     | um jogo para celular desenvolvido pelo Ministry of Fun e publicado pela GlobalFun. Conta a história do Postal Dude que tem deve abrir caminho por uma cidade cheia de policiais corruptos e bandidos de rua para recuperar seu carro roubado.                                                       |
| 2022 | Postal: Brain Damaged      | Microsoft Windows | um spin-off oficial da série Postal, desenvolvido pela Hyperstrange e CreativeForge Games e publicado pela Hyperstrange e Running with Scissors. Uma demo foi lançada em outubro de 2021, com o jogo programado para ser lançado em 2022.                                                           |

## Filme
Uma adaptação cinematográfica da série Postal foi dirigida e co-escrita por Uwe Boll. Embora o filme compartilhe o título do primeiro jogo eletrônico Postal, ele é fortemente inspirado da sequência, Postal 2. Novos personagens são introduzidos no filme, como Faith (Jackie Tohn), uma jovem barista que se junta ao Postal Dude em sua aventura, e o ex-presidente dos Estados Unidos George W. Bush (Brent Mendenhall).

## Livros
Dois livros foram publicados apenas na Rússia. Em 2011 foi publicado o livro Postal. Реальный Чувак (Real Dude), que foi  publicado pela AST e escrito por Andrei Shlyachov. Em 2012 a AST também publicou o livro Postal. Чувак и надувная свобода (Dude e liberdade inflável), que foi escrito por Igor Gradov.
Um livro baseado no primeiro jogo da série, em homenagem ao pacote de expansão do jogo, Postal: Special Delivery, foi escrito por Alisa Bogodarova e publicado em 29 de outubro de 2015 pela Publish Green na forma de um eBook Amazon Kindle. O livro reconta a história do jogo e os vários eventos que levaram a ele e apresenta vários novos personagens, incluindo os amigos e professores do ensino médio do Postal Dude, como personagens originais.
Em 15 de abril de 2020, foi publicado um livro documentário sobre a franquia – Postal – escrito por Brock Wilbur e Nathan Rabin, que incluiu uma entrevista com Vince Desi e Mike Jaret.